# Gare de Marseille-en-Beauvaisis
La gare de Marseille-en-Beauvaisis est une gare ferroviaire française de la ligne d'Épinay - Villetaneuse au Tréport - Mers, située sur le territoire de la commune de Marseille-en-Beauvaisis, dans le département de l'Oise, en région Hauts-de-France.
C'est un point d'arrêt sans personnel de la Société nationale des chemins de fer français (SNCF), desservi par des trains régionaux du réseau TER Hauts-de-France.

## Situation ferroviaire
Établie à 112 mètres d'altitude, la gare de Marseille-en-Beauvaisis est située au point kilométrique (PK) 100,078 de la ligne d'Épinay - Villetaneuse au Tréport - Mers (à voie unique), entre les gares ouvertes de Saint-Omer-en-Chaussée et de Grandvilliers. En direction de cette dernière, s'intercalent les tunnels de Marseille-en-Beauvaisis (celui en service ayant une longueur de 358 m), puis les gares fermées de Fontaine-Lavaganne et de Grez - Gaudechart.

## Histoire

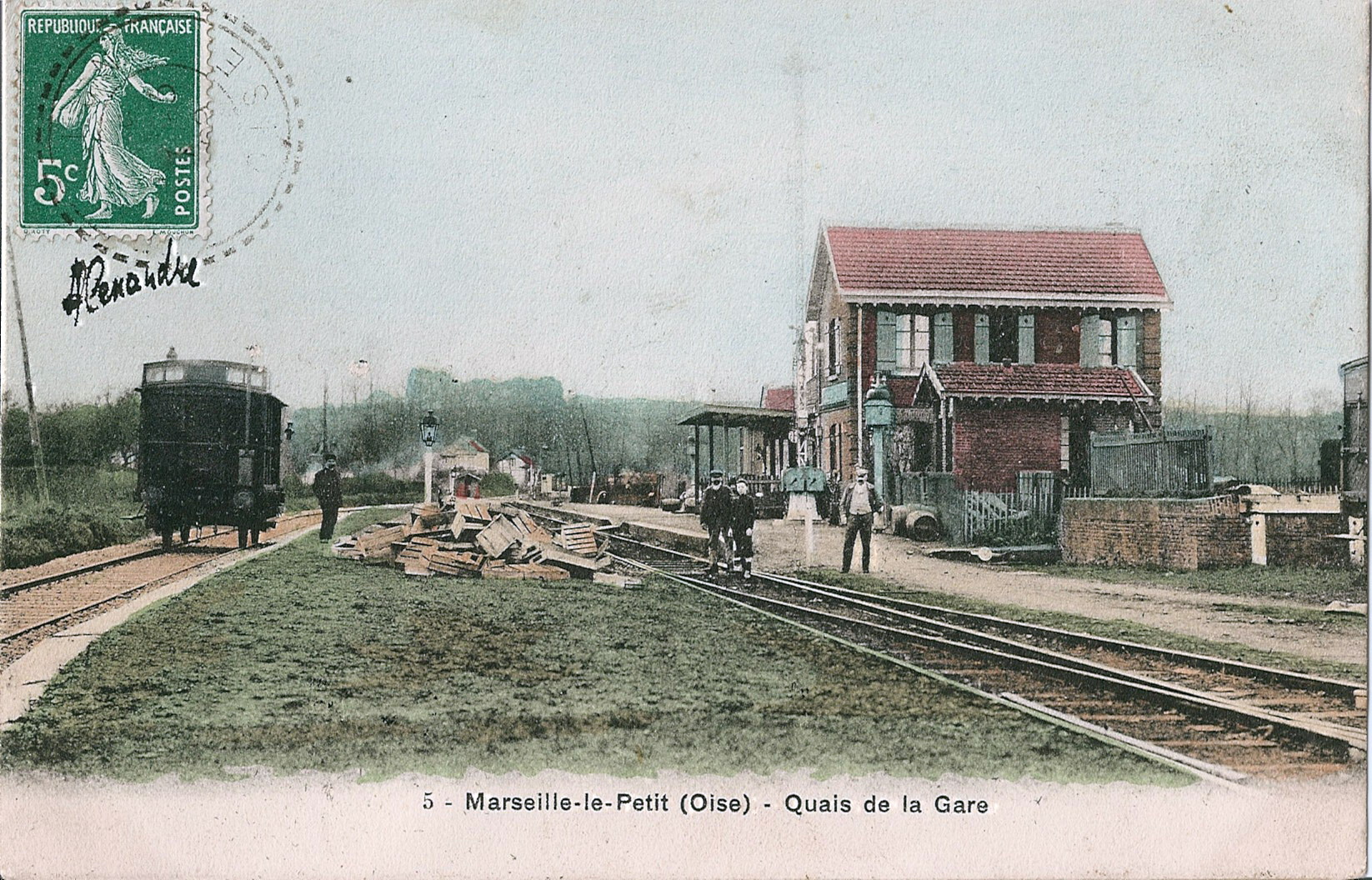
La gare de Marseille-le-Petit,
vers 1909.

En 1881, la recette de la « station de Marseille » est de 46 712,64 francs, soit une diminution de 1 898,78 fr par rapport à l'année précédente (où elle était de 44 813,86 fr).
En 1883, la Compagnie des chemins de fer du Nord explique pourquoi elle ne peut rétablir l'arrêt, supprimé en 1882, du train express qui circule pendant l'été entre Paris et Le Tréport. Les voyageurs vont maintenant le prendre à Grandvilliers, où il dépasse le train de marchandises qui le précède. La Compagnie précise que, pour l'été suivant, il est prévu un arrêt à Marseille de l'express lors de son retour du Tréport à Paris, toujours pour des raisons de croisement sur la voie unique.
En 2007, la gare est quotidiennement desservie par six aller-retours. C'est un simple arrêt, doté d'un quai, d'un abri pour les voyageurs, d'un distributeur de billets et d'un panneau d'affichage. Elle ne permet plus de croisement des trains et est dépourvue de signalisation (bien qu'un ancien sémaphore, désaffecté, existe alors en direction de Grandvilliers). Toutefois, un aiguillage subsiste côté nord et permet l'accès à une courte voie, peut-être utilisée pour l'entretien des installations. De même, le poste d'aiguillage « Y » n'a pas été démonté, mais ne semble plus commander d'appareils. En 2017, ces installations ne subsistent plus.
En 2015, la SNCF estime la fréquentation annuelle de cette halte à 36 504 voyageurs.
En 2017, le bâtiment voyageurs, désaffecté (fermé au public depuis plus de dix ans), qui fut également la maison du chef de gare, est mis en vente au prix d'un euro symbolique. Le conseil municipal de Marseille-en-Beauvaisis décide, en juin de la même année, de l'acquérir sans avoir défini son futur usage.

## Service des voyageurs

### Accueil
Halte de la SNCF, c'est un point d'arrêt non géré (PANG) à accès libre.

### Desserte
Marseille-en-Beauvaisis est desservie par des trains TER Hauts-de-France, qui effectuent des missions entre les gares de Beauvais et d'Abancourt ou du Tréport - Mers. Les dimanches et jours fériés, la halte est reliée à Paris-Nord par un aller-retour.

### Intermodalité
Le stationnement de véhicules est possible à proximité de l'ancien bâtiment voyageurs.
En complément de la desserte ferroviaire, la halte est desservie par des autocars TER. Elle est en outre le point de rabattement du Taxi TER à la demande, depuis Fontaine-Lavaganne, Grez et Gaudechart, ce qui permet d'assurer la correspondance avec les trains et autocars TER en provenance ou à destination de Beauvais.

## Galerie de photographies

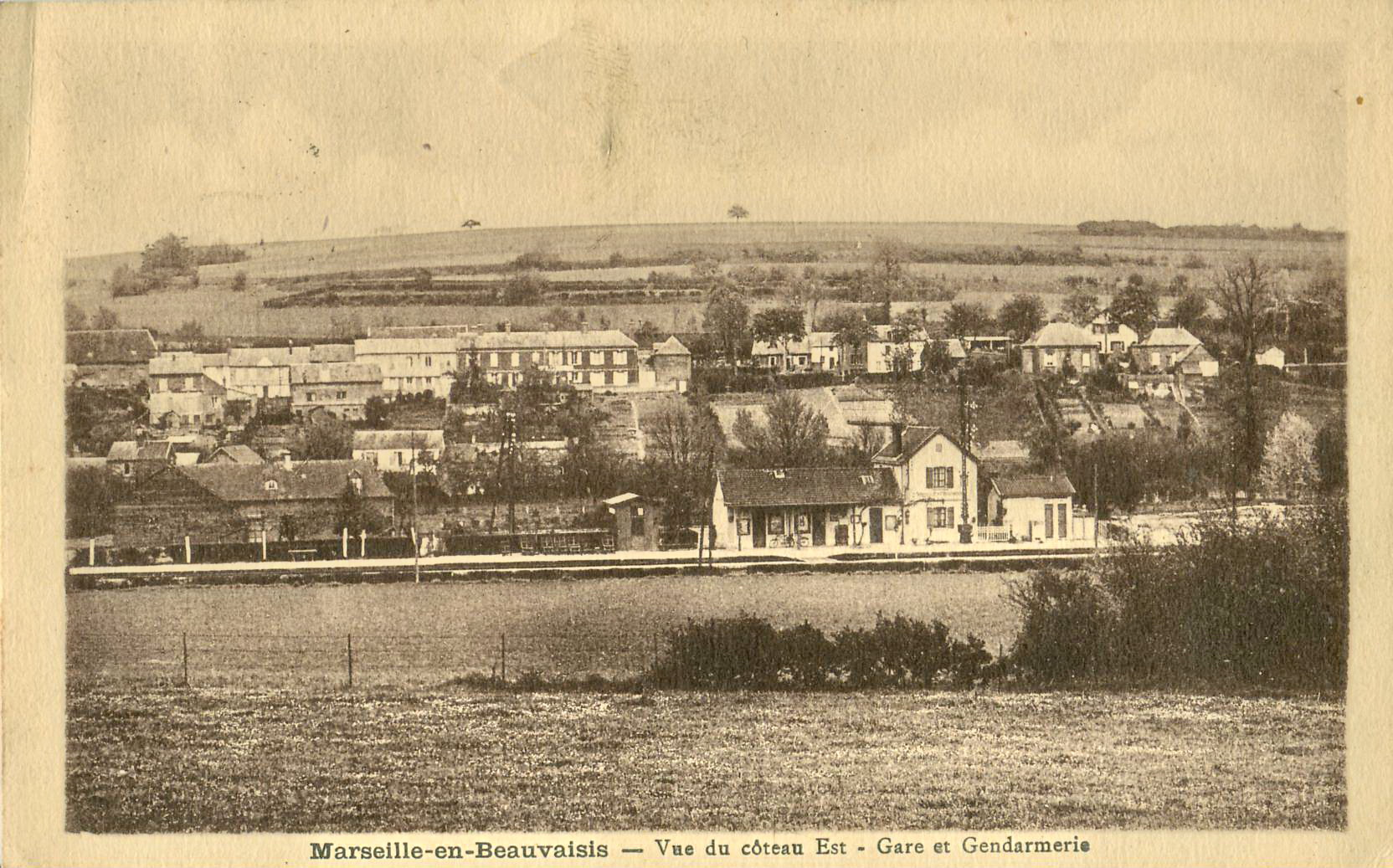
Vue vers la gare, sur une carte postale ancienne.
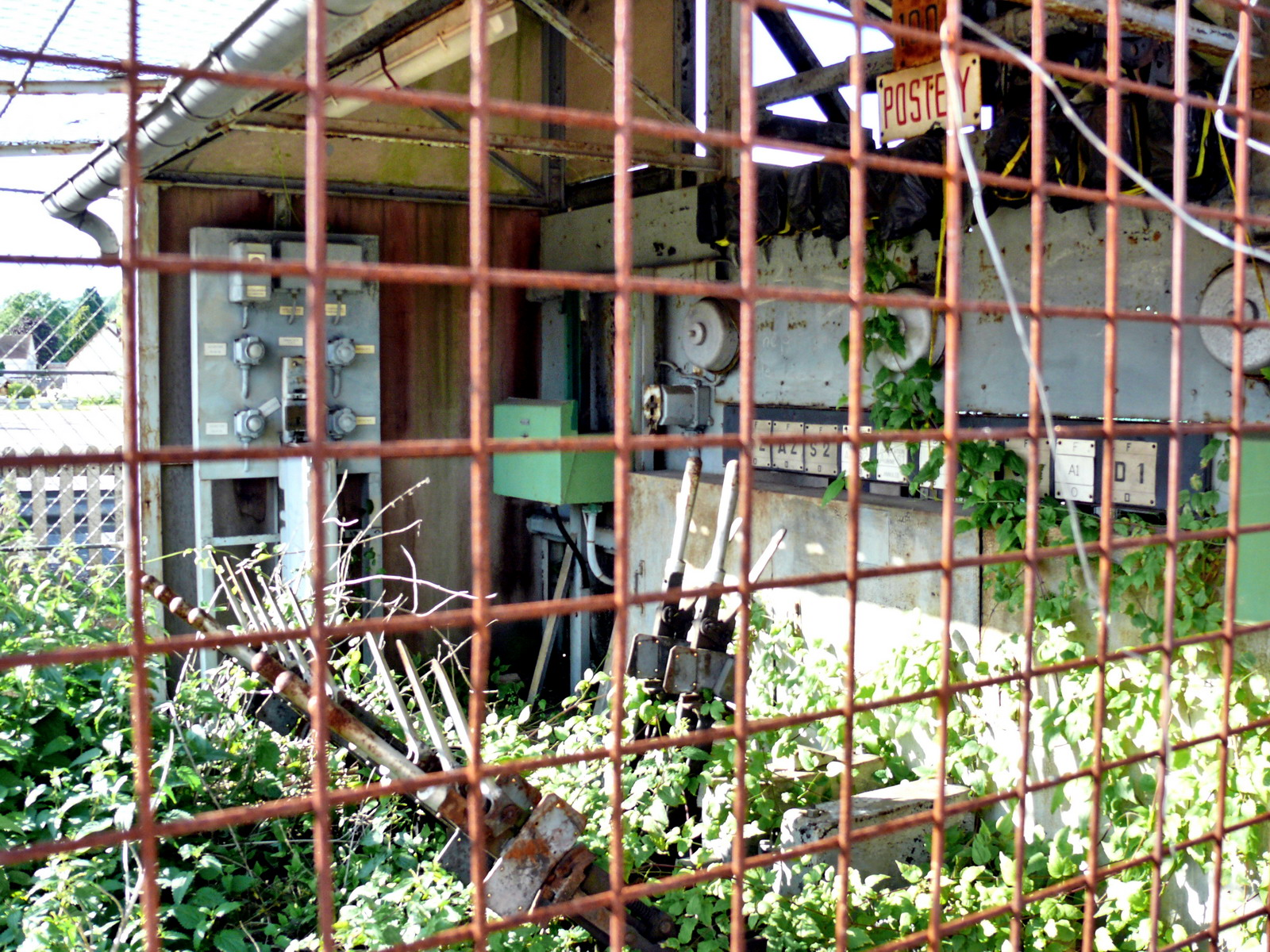
En 2007, le poste d'aiguillage n'est pas démonté, malgré la suppression des installations qu'il commandait.
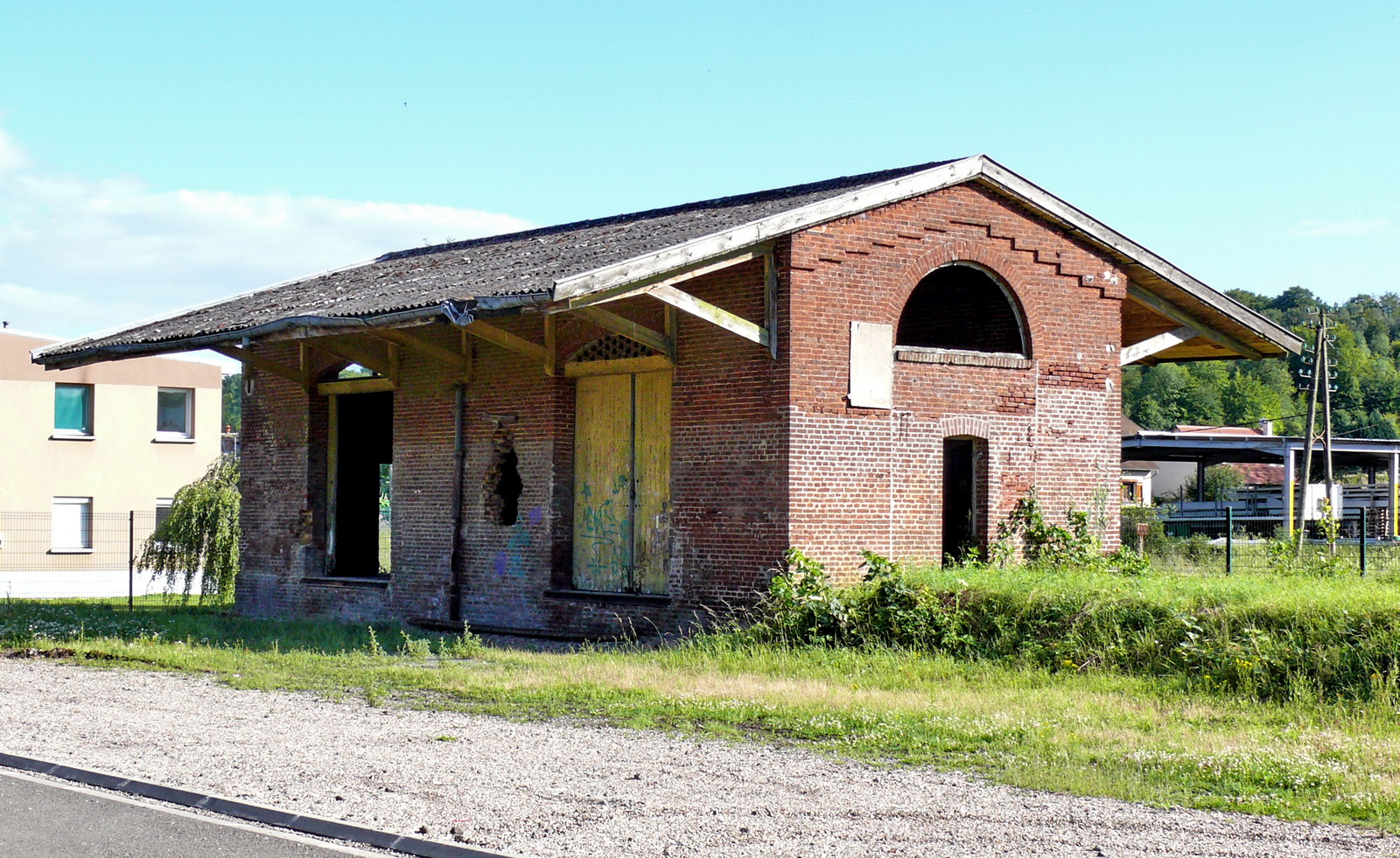
Halle à marchandises abandonnée.
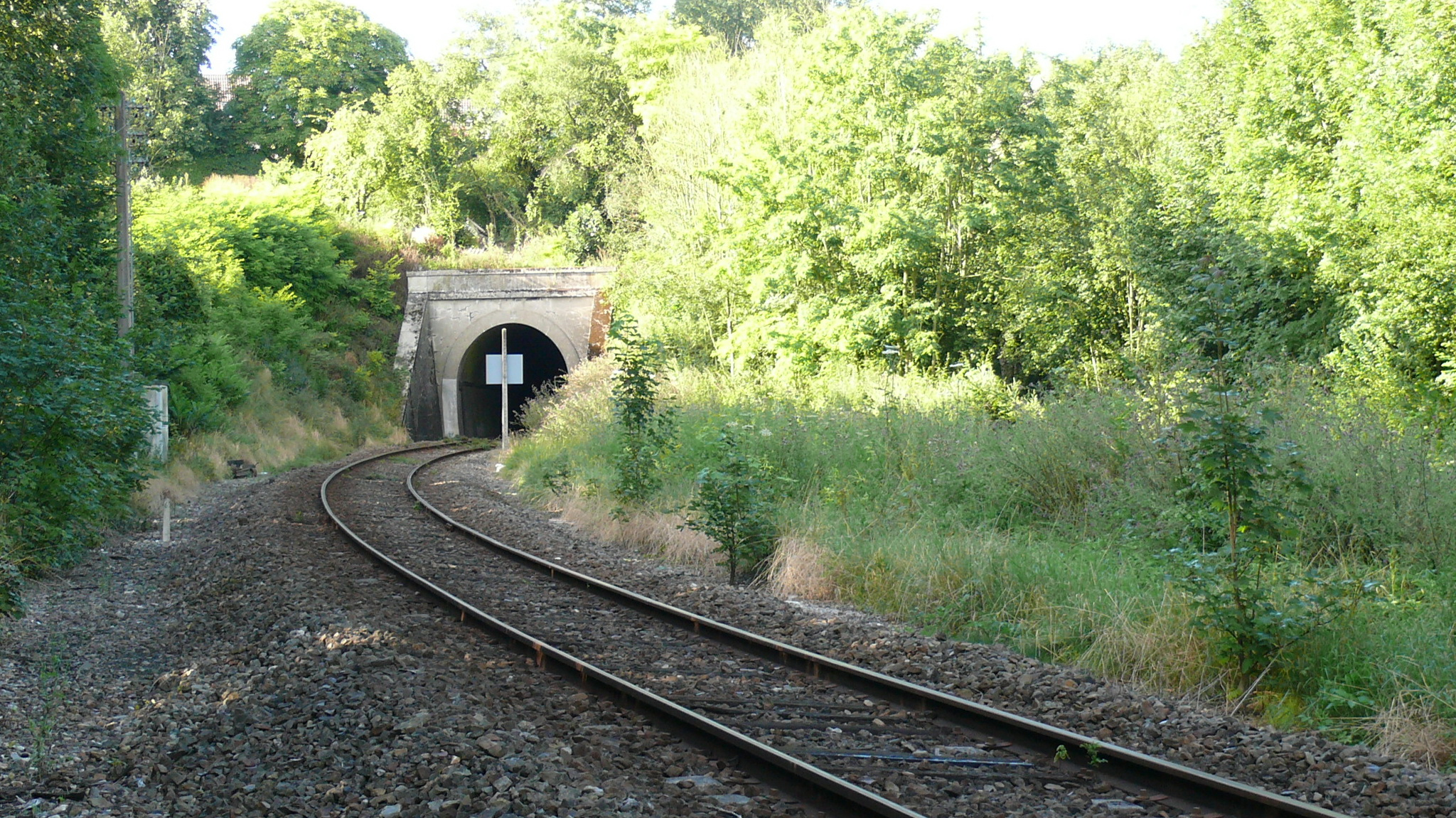
Côté Le Tréport, vue sur l'entrée du tunnel (long de 358 m) passant sous le bourg.